# Lekkoatletyka na Letnich Igrzyskach Paraolimpijskich 2004 – rzut oszczepem kl. F37 mężczyzn
W rzucie oszczepem kl. F37 (zawodnicy stojący z porażeniem mózgowym) mężczyzn podczas Letnich Igrzysk Paraolimpijskich 2004 rywalizowało ze sobą 8 zawodników. 
W zawodach zwyciężył Ken Churchill. Wynikiem 48,09, ustanowił nowy rekord świata. Na medalowych pozycjach uplasowali się także Australijczyk Kieran Ault oraz Polak Jacek Przebierała.

## Wyniki

### Finał
| Poz. | Zawodnik               | Narodowość       | Rezultat | Uwagi |
| ---- | ---------------------- | ---------------- | -------- | ----- |
| 1    | Ken Churchill          | Wielka Brytania  | 48.09    | WR    |
| 2    | Kieran Ault            | Australia        | 45.77    |       |
| 3    | Jacek Przebierała      | Polska           | 44.78    |       |
| 4    | Abdel Jabbar Dhifallah | Tunezja          | 43.37    |       |
| 5    | Ahmed Meshaima         | Bahrajn          | 41.47    |       |
| 6    | Andy Shaw              | Kanada           | 37.86    |       |
| 7    | Han Do-hyung           | Korea Południowa | 36.71    |       |
| 8    | Damien Burroughs       | Australia        | 30.56    |       |